# Populous (jogo eletrônico)
Populous é um jogo eletrônico da Bullfrog em que o objetivo é criar uma tribo cuja meta é derrotar as demais. Liderada por uma Shaman (xamã) que possui poderes mágicos, adquiridos quando esta adora estatuetas de deuses. A tribo deve conseguir cada vez mais poder para que esta possa dominar o mundo.